# LexisNexis
LexisNexis Grup és una empresa que proporciona una recerca en assistida des d'ordinadors, a més de serveis d'administració.
Durant el 1970s, LexisNexis va iniciar l'accessibilitat electrònica a documents legals i periodístics. Des de 2006, l'empresa té la base de dades electrònica més gran del món, amb records de públic i informació.

## Història

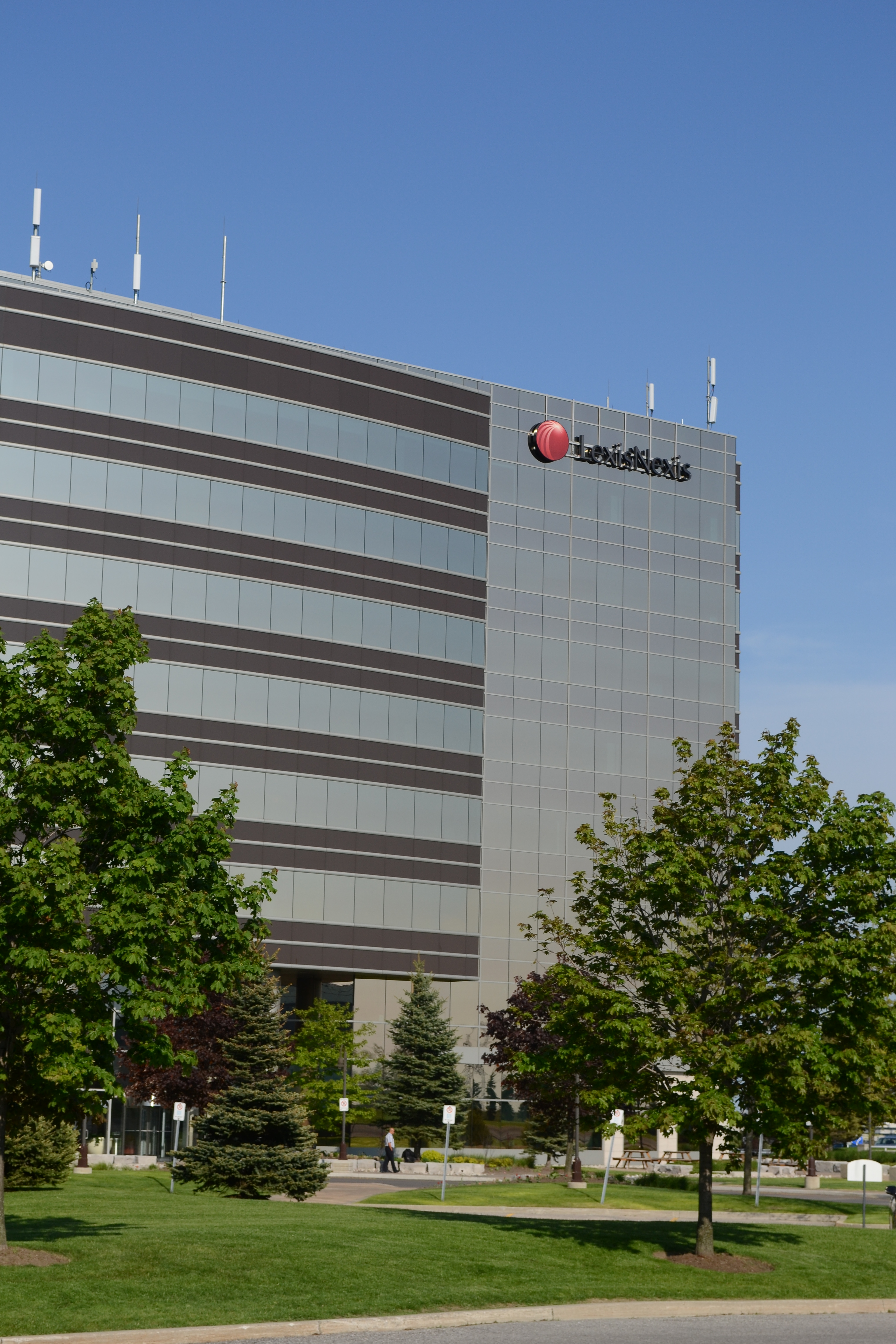
LexisNexis Oficina en Markham

Actualment una divisió de Grup de RELX (anteriorment Reed Elsevier), LexisNexis fou el primer producte de la companyia Mead Dada Central.
L'empresa editorial holandesa The Anglo-Dutch amb Reed Elsevier al capdavant, va adquirir LexisNexis l'any 1994, i des de llavors l'ha posseït. L'any 1970 la base de dades es va passar a anomenar LEXIS pel Mead Data Central (MDC), una filial de Mead Corporation. Va ser una continuació d'un experiment organitzat per l'Ohio State Bar l'any 1967.
El 2 d'abril de 1973, LEXIS va llançar públicament la oferta de casos de recerca de Ohio i New York. L'any 1980, LEXIS va completar el seu arxiu amb informació de tots els casos federals i estatals dels Estats Units. El servei de NEXIS, va afegir el mateix any, l'opció que els periodistes poguessin cercar a la base de dades nous articles. La seu mundial de LexisNexis està localitzada dins la ciutat deNova York, als Estats Units. L'any 1989, MDC va adquirir el Michie Empresa, un editor legal de Macmillan.
Dins desembre 1994, l'aiguamel va vendre el LexisNexis sistema a Reed Elsevier per 1.5$ bilions.
L'any 2000, LexisNexis va adquirir RiskWise, a St. Cloud, empresa de Minnesota. El 2002 va adquirir una empresa de base de dades de recerca canadenca, Quicklaw. I el 2004, Reed Elsevier Grup, empresa de pare de LexisNexis, va adquirir Seisint, Inc, de fundador Michael Brauser de Boca Raton, Florida.
El 9 de març de 2005, LexisNexis va anunciar el possible robatori d'informació personal d'algun usuari Seisint. En un inici es va calcular que van ser afectades 2.000 usuaris, però el número va acabar augmentant per sobre de 310.000 usuaris afectats. L'assegurança va cobrir a les persones afectades. Tanmateix, cap informe de robatori d'identitat o el frau van ser descoberts davant la ruptura de seguretat.
Dins febrer 2008, Reed Elsevier va realitzar un tracte d'efectiu per de 3.6$ bilions. L'empresa va ser reanomenada LexisNexis Risk Solutions.
El novembre del 2014, LexisNexis Risk Solutions va comprar Health Market Science (HMS), un proveïdor de dades d'alta qualitat.

## Continguts legals que ofereix
Els serveis de LexisNexis són repartits via dues pàgines web que requereixen pagar subscripcions.
Segons un alliberament de notícia de l'empresa, LexisNexis té amfitrions per damunt 30 terabytes de contingut en el seu 11 mainframes (donat suport per damunt 300 midrange servidors d'UNIX i gairebé 1,000 NT de Finestres servidors) al seu principal datacenter en Miamisburg, Ohio. El Lexis és la base de dades que conté estatuts dels Estats Units actuals i lleis i un volum gran d'opinions de cas publicat que daten del 1770s al present, així com públicament disponible unpublished opinions de cas de 1980 onward. El 2000, Lexis va començar a construir una biblioteca d'informació i moviments. A més d'aquest, Lexis també té biblioteques d'estatuts, judicis de cas i opinions per jurisdiccions com França, Austràlia, Canadà, Hong Kong, Sud-àfrica i el Regne Unit així com bases de dades de revisió de llei i articles de revista legal pels països amb materials disponibles.

### LexisNexis Regne Unit
LexisNexis Regne Unit va ser fundat dins 1818 per Henry Butterworth. Henry Butterworth (1786–1860) era un alumne a Escola de VIII d'Henry de King, Coventry. Després de deixar Coventry va treballar pel seu oncle Joseph Butterworth, el llibreter de llei gran de Carrer de Flota. Dins 1818, un desacord entre ells va fer que Henry instal·les en el seu compte propi a la cantonada de Middle Temple Gate, on esdevingué el conegut Queen's Law Bookseller.

## Censura
Pursuant to instruccions de les autoritats xineses, l'any 2017, va retirar Nexis i LexisNexis Acadèmia de la Xina.

## Altres productes
La interacció és un sistema d'administració de relació de clients que va dissenyar concretament per empreses de serveis professionals com comptabilitat i empreses legals.
Busines Insight Solutions ofereix notícies i contingut sobre el mercat empresarial i eines d'intel·ligència. És un proveïdor global d'aquests i està dirigit a professionals de dins l'administració de risc, corporatiu, polític, mitjans de comunicació, i mercats acadèmics.

## Sheshunoff | Pratt
El 2013, LexisNexis, juntament amb Reed Elsevier SA de Propietats, va adquirir publicar marques i negocis de Sheshunoff i Un.S. Pratt De Grup de Mitjans de comunicació del Thompson.

## Recepció

### Premis i reconeixement
- Dins 2010 i 2011 la Campanya de Drets Humana va reconèixer LexisNexis com a empresa que tracta les empleades lesbianes, els gais, els bisexuals i els trangèneres bé.[24]
- Revista de formació inducted LexisNexis a la seva "Part superior de Formació 125" llista entre 2007 i 2010. Dins 2008 l'empresa era 26è en la llista, augmentant 6 llocs de l'any anterior, però dins 2009 sigui 71è lloc i per 2010 era 105è.[25]
- Dins 2012, Nexis va guanyar el Premi de CODIE del SIIA per Recurs d'Informació Polític Millor[26]
- Dins 2013, LexisNexis SmartMeeting va guanyar el Stevie Premi per vendes i servei de client[27]
- Dins 2014, Nexis va guanyar el Premi de CODIE del SIIA per Solució d'Informació Empresarial Millor[28]
- LexisNexis Va fer els 2014 Gasten Llista d'Almanac dels Assumptes per 50 Proveïdors per mirar per en el sector d'aprovisionament.[29]